# Adolf Bernhard Christoph Hilgenfeld
Adolf Bernhard Christoph Hilgenfeld (Stappenbeck, 2 de junio de 1823 - 12 de enero de 1907) fue un escritor y teólogo protestante de Prusia.
Estudió en la Universidad Humboldt de Berlín y en la Universidad Halle. En 1890 consiguió un puesto como profesor de teología de la Universidad de Jena. Pertenecía a la escuela de Tübingen. Aunque le gustaba subrayar su autonomía respecto a Ferdinand Christian Baur, en todos los elementos importantes siguió la estela de su maestro. Su método, que él denominaba Literarkritik frente a la Tendenzkritik de Baur, «es, sin embargo, esencialmente el mismo que el de Baur» (Otto Pfleiderer).
Sin embargo, en el conjunto de su trabajo, llegó a modificar las bases del fundador de la Escuela de Tübingen, aunque sólo profundizó más en sus investigaciones sobre el Cuarto Evangelio. En 1858 se hizo editor del Zeitschrift für wissenschaftliche Theologie.
Su obra incluye:
- Die elementarischen Recognitionen and Homilien (1848)
- Die Evangelien and die Briefe des Johannes nach ihrem Lehrbegriff (1849)
- Das Markusevangelium (1850)
- Die Evangelien nach ihrer Entstehung and geschichtlichen Bedeutung (1854)
- Das L'nchristentum (1835)
- Die jüdische Apokalyptik in ihrer geschichtlichen Entwicklung (1857)
- Novum Testamentum extra canonem receptum (4 partes, 1866; 2.ª ed., 1876-1884)
- Histor.-kritische Einleitung in das Neue Testament (1875)
- Acta Apostolorum graece et latine secundum antiquissimos testes (1899)
- La primera edición completa de El Pastor de Hermas (1887)
- Ignatii et Polycarpi epistolae (1902).